# Коакалко де Бериосабал
Коакалко де Бериосабал (на испански: Coacalco de Berriozábal), известен и като Коакалко, е град и община в щата Мексико, Мексико. Община Коакалко е с население от 278 064 души (по данни от 2010 г.). Площта на общината е 35,5 кв. км. Пощенският му код е 55700, а телефонният 55. Намира се северно от Мексико Сити и е част от неговия метрополен район.